# La Jeune Fille sous la pluie
Pour plus de détails, voir Fiche technique et Distribution.
La Jeune Fille sous la pluie (Flickan i regnet) est un film suédois réalisé par Alf Kjellin, sorti en 1955.
C'est le premier film d'Alf Kjellin comme réalisateur.

## Synopsis
Anna Rydell, admise dans un pensionnat de jeunes filles, peine à se lier avec ses camarades en raison de sa timidité. Elle tombe amoureuse du professeur de français, Martin Andreasson, dont l'épouse Gerd est handicapée...

## Fiche technique
- Titre : La Jeune Fille sous la pluie
- Titre original : Flickan i regnet
- Réalisateur : Alf Kjellin
- Scénario : Alf Kjellin et Volodja Semitjov, d'après le roman de Sune Stigsjöö
- Musique : Erland von Koch
- Directeur de la photographie : Rune Ericson
- Décors : Nils Nilsson
- Montage : Eric Nordemar
- Producteur : Rune Waldekranz, pour Sandrew
- Genre : Drame
- Noir et blanc - 100 min
- Date de sortie : Suède (pays d'origine) : 2 mai 1955

## Distribution
- Marianne Bengtsson : Anna Rydell
- Alf Kjellin : Martin Andreasson, le professeur de français
- Annika Tretow : Gerd Andreasson
- Gunnel Lindblom : Ingrid
- Märta Dorff : La directrice
- Renée Björling : Maria, la principale
- Ingvar Kjellson : Le professeur de physique
- Carl Ström : Johan, un professeur
- Arne Källerud : Karlsson, le concierge
- Kerstin Wibom : Mme Linde
- Birgitta Andersson : Taje
- Pia Skoglund : Bisse
- Bibi Andersson : Lily
- Mona Malm : Britt-Marie